# Peyrilles
Peyrilles is een gemeente in het Franse departement Lot (regio Occitanie) en telt 313 inwoners (1999). De plaats maakt deel uit van het arrondissement Gourdon.

## Geografie
De oppervlakte van Peyrilles bedraagt 28,3 km², de bevolkingsdichtheid is 11,1 inwoners per km².
De onderstaande kaart toont de ligging van Peyrilles met de belangrijkste infrastructuur en aangrenzende gemeenten.

## Demografie
Onderstaande figuur toont het verloop van het inwonertal (bron: INSEE-tellingen).